# Pahtajärvi (Pajala socken, Norrbotten, 748545-180166)
Pahtajärvi är en sjö i Pajala kommun i Norrbotten och ingår i Torneälvens huvudavrinningsområde.